# Vesna Pećanac
Vesna Pećanac (ur. 18 czerwca 1947 w Lublanie, w ówczesnej jugosłowiańskiej Ludowej Republice Słowenii) – jugosłowiańska i serbska aktorka teatralna, filmowa i telewizyjna.

## Wybrane role filmowe
- 1974: Košava – pokojówka
- 1975: Hitler iz našeg sokaka – dziewczyna na targu
- 1977: Beštije – prostytutka
- 1982: Smrt gospodina Goluže – Milena
- 1984: Cud niebywały (Čudo neviđeno) – Krstinja
- 1986: Urok rozpusty (Lepota poroka) – niewierna kobieta
- 1986: Druga Žikina dinastija – Maca
- 1986: Majstor i Šampita – przyjaciółka Berty
- 1987: U ime naroda – Mira
- 1989: Iskušavanje đavola – Kosara
- 1995: Tamna je noć – Frau Femka